# Llista de topònims de l'Aleixar
Llista de topònims (noms propis de lloc) del municipi de L'Aleixar, al Baix Camp
Informació actualitzada per un bot. Els canvis manuals es perdran quan s'actualitzi!

## arbre singular
| imatge | Nom                     | Ubicat a  | instància de   | Detalls                                                                 | coordenades                                                                       | Protecció        | Commons (més fotos)     | Dades a WD                    |
| ------ | ----------------------- | --------- | -------------- | ----------------------------------------------------------------------- | --------------------------------------------------------------------------------- | ---------------- | ----------------------- | ----------------------------- |
|        | alzina del Mas de Borbó | l'Aleixar | arbre singular | Taxon: alzina (Quercus ilex) Ample: 24m Alt: 11m Perímetre: 6.45m       | 41° 12′ 55″ N, 1° 04′ 36″ E / 41.21526°N,1.07656°E ca:Mas de Borbó 500 msnm       | arbre monumental | Alzina del Mas de Borbó | Modifica les dades a Wikidata |
|        | pi de les Planes        | l'Aleixar | arbre singular | Taxon: pi pinyer (Pinus pinea) Ample: 27.6m Alt: 19.5m Perímetre: 4.55m | 41° 12′ 39″ N, 1° 02′ 46″ E / 41.21089°N,1.04612°E ca:Camí de les Planes 292 msnm | arbre monumental | Pi de les Planes        | Modifica les dades a Wikidata |

## collada
| imatge | Nom                | Ubicat a  | instància de               | Detalls | coordenades                                                                  | Protecció | Commons (més fotos) | Dades a WD                    |
| ------ | ------------------ | --------- | -------------------------- | ------- | ---------------------------------------------------------------------------- | --------- | ------------------- | ----------------------------- |
|        | Coll de la Batalla | l'Aleixar | collada                    |         | 41° 13′ 28″ N, 1° 04′ 34″ E / 41.224411°N,1.076006°E 468 msnm                |           |                     | Modifica les dades a Wikidata |
|        | la Creueta         | l'Aleixar | collada intersecció viària |         | 41° 11′ 38″ N, 1° 03′ 16″ E / 41.1938366291018°N,1.05435046976757°E 306 msnm |           |                     | Modifica les dades a Wikidata |

## curs d'aigua
| imatge | Nom                       | Ubicat a                                       | instància de | Detalls                       | coordenades                                                                                             | Protecció | Commons (més fotos) | Dades a WD                    |
| ------ | ------------------------- | ---------------------------------------------- | ------------ | ----------------------------- | --- | --------- | ------------------- | ----------------------------- |
|        | Barranc de la Llenguadera | Castellvell del Camp l'Aleixar                 | curs d'aigua | Desemboca: riera del Roquís   | 41° 11′ 40″ N, 1° 05′ 42″ E / 41.194329°N,1.0951°E                                                      |           |                     | Modifica les dades a Wikidata |
|        | riera de Maspujols        | Vilaplana l'Aleixar Maspujols Riudoms Cambrils | curs d'aigua | Desemboca: mar Mediterrània   | 41° 15′ 22″ N, 1° 03′ 23″ E / 41.256237°N,1.056271°E 41° 03′ 49″ N, 1° 04′ 55″ E / 41.06368°N,1.08202°E |           | Riera de Maspujols  | Modifica les dades a Wikidata |
|        | riera de la Vila          | l'Aleixar                                      | curs d'aigua | Desemboca: riera de Maspujols | 41° 12′ 38″ N, 1° 01′ 12″ E / 41.21045833°N,1.01993333°E 262 msnm                                       |           |                     | Modifica les dades a Wikidata |

## església
| imatge | Nom                                                    | Ubicat a  | instància de    | Detalls                                                | coordenades                                                                      | Protecció                                  | Commons (més fotos)             | Dades a WD                    |
| ------ | ------------------------------------------------------ | --------- | --------------- | ------------------------------------------------------ | -------------------------------------------------------------------------------- | ------------------------------------------ | ------------------------------- | ----------------------------- |
|        | Ermita de Sant Blai                                    | l'Aleixar | església ermita | Estil: arquitectura popular Dedicat a: Blai de Sebaste | 41° 12′ 18″ N, 1° 02′ 34″ E / 41.205065°N,1.042786°E                             | bé cultural d'interès local                | Ermita de Sant Blai (l'Aleixar) | Modifica les dades a Wikidata |
|        | Ermita de la Immaculada Concepció del Mas de l'Anguera | l'Aleixar | església        |                                                        | 41° 13′ 51″ N, 1° 03′ 55″ E / 41.230916666666666°N,1.0653055555555555°E 545 msnm |                                            | Ermita del Mas de l'Anguera     | Modifica les dades a Wikidata |
|        | Sant Antoni de Pàdua de l'Aleixar                      | l'Aleixar | església        | Estil: arquitectura popular                            | 41° 12′ 07″ N, 1° 02′ 32″ E / 41.202075°N,1.042314°E                             | bé integrant del patrimoni cultural català | Sant Antoni de l'Aleixar        | Modifica les dades a Wikidata |
|        | Sant Martí de l'Aleixar                                | l'Aleixar | església        | Estil: arquitectura barroca                            | 41° 12′ 06″ N, 1° 02′ 45″ E / 41.2016°N,1.04588°E                                | bé cultural d'interès local                | Sant Martí de l'Aleixar         | Modifica les dades a Wikidata |

## masia
| imatge | Nom                 | Ubicat a  | instància de            | Detalls                     | coordenades                                                                  | Protecció                                  | Commons (més fotos) | Dades a WD                    |
| ------ | ------------------- | --------- | ----------------------- | --------------------------- | ---------------------------------------------------------------------------- | ------------------------------------------ | ------------------- | ----------------------------- |
|        | Mas Vell de Baiona  | l'Aleixar | masia                   |                             | 41° 11′ 43″ N, 1° 03′ 22″ E / 41.1952972580895°N,1.05603629132501°E          |                                            |                     | Modifica les dades a Wikidata |
|        | Mas d'en Barrot     | l'Aleixar | masia                   |                             | 41° 11′ 45″ N, 1° 04′ 41″ E / 41.19572265386629°N,1.0781943798065188°E       |                                            |                     | Modifica les dades a Wikidata |
|        | Mas de Baiona       | l'Aleixar | masia                   |                             | 41° 11′ 43″ N, 1° 03′ 30″ E / 41.1952088328345°N,1.05826883164342°E          |                                            |                     | Modifica les dades a Wikidata |
|        | Mas de Borbó        | l'Aleixar | masia                   | Estil: arquitectura popular | 41° 13′ 00″ N, 1° 04′ 35″ E / 41.21663888888889°N,1.0762777777777777°E       | bé integrant del patrimoni cultural català | Mas de Borbó        | Modifica les dades a Wikidata |
|        | Mas de Cercós       | l'Aleixar | masia                   | Estil: arquitectura popular | 41° 11′ 48″ N, 1° 04′ 16″ E / 41.1968°N,1.07112°E                            | bé integrant del patrimoni cultural català |                     | Modifica les dades a Wikidata |
|        | Mas de Dalt         | l'Aleixar | masia                   |                             | 41° 10′ 54″ N, 1° 03′ 07″ E / 41.1816433729448°N,1.05183825897694°E          |                                            |                     | Modifica les dades a Wikidata |
|        | Mas de Gabó         | l'Aleixar | masia                   |                             | 41° 12′ 38″ N, 1° 01′ 19″ E / 41.2104273004575°N,1.02207213553357°E          |                                            |                     | Modifica les dades a Wikidata |
|        | Mas de Miralles     | l'Aleixar | masia                   |                             | 41° 12′ 48″ N, 1° 01′ 04″ E / 41.2132641642132°N,1.01785957848434°E          |                                            |                     | Modifica les dades a Wikidata |
|        | Mas de Moixí        | l'Aleixar | masia                   |                             | 41° 13′ 00″ N, 1° 04′ 35″ E / 41.2166187441672°N,1.07649473179346°E          |                                            |                     | Modifica les dades a Wikidata |
|        | Mas de Pubill       | l'Aleixar | masia                   |                             | 41° 12′ 55″ N, 1° 02′ 25″ E / 41.215206801588°N,1.0401704775573°E            |                                            |                     | Modifica les dades a Wikidata |
|        | Mas de Salvià       | l'Aleixar | masia                   | Estil: arquitectura popular | 41° 11′ 44″ N, 1° 04′ 41″ E / 41.1956°N,1.07818°E                            | bé cultural d'interès local                |                     | Modifica les dades a Wikidata |
|        | Mas de Segimon      | l'Aleixar | masia                   |                             | 41° 12′ 41″ N, 1° 03′ 16″ E / 41.2113009554898°N,1.05431005390931°E          |                                            | Mas de Segimon      | Modifica les dades a Wikidata |
|        | Mas de Solsó        | l'Aleixar | masia                   |                             | 41° 11′ 46″ N, 1° 02′ 32″ E / 41.1961348972531°N,1.04221440913306°E          |                                            |                     | Modifica les dades a Wikidata |
|        | Mas de la Vicenta   | l'Aleixar | masia                   |                             | 41° 10′ 53″ N, 1° 03′ 12″ E / 41.1815067198455°N,1.05334451111666°E          |                                            |                     | Modifica les dades a Wikidata |
|        | Mas del Cobrador    | l'Aleixar | masia                   |                             | 41° 12′ 31″ N, 1° 02′ 13″ E / 41.208727589955°N,1.03696072513499°E           |                                            |                     | Modifica les dades a Wikidata |
|        | Mas del Curt        | l'Aleixar | masia                   |                             | 41° 12′ 36″ N, 1° 02′ 02″ E / 41.209927887866°N,1.03393106230581°E           |                                            |                     | Modifica les dades a Wikidata |
|        | Mas del Fesol       | l'Aleixar | masia                   |                             | 41° 11′ 22″ N, 1° 03′ 45″ E / 41.1895803582802°N,1.06260849183235°E          |                                            |                     | Modifica les dades a Wikidata |
|        | Mas del Garrut      | l'Aleixar | masia                   |                             | 41° 12′ 54″ N, 1° 04′ 15″ E / 41.2149044722464°N,1.07093865805929°E 492 msnm |                                            | Mas del Garrut      | Modifica les dades a Wikidata |
|        | Mas del Pelat       | l'Aleixar | masia                   |                             | 41° 11′ 25″ N, 1° 02′ 50″ E / 41.19015625359°N,1.04711441182291°E            |                                            |                     | Modifica les dades a Wikidata |
|        | Mas del Pàmies      | l'Aleixar | masia                   |                             | 41° 10′ 48″ N, 1° 03′ 02″ E / 41.1801249164037°N,1.05046455726452°E          |                                            |                     | Modifica les dades a Wikidata |
|        | Mas del Xapando     | l'Aleixar | masia                   |                             | 41° 13′ 20″ N, 1° 01′ 15″ E / 41.2222428799388°N,1.02091674886571°E          |                                            |                     | Modifica les dades a Wikidata |
|        | Mascabrers          | l'Aleixar | masia nucli de població |                             | 41° 13′ 25″ N, 1° 03′ 24″ E / 41.223639°N,1.056664°E 407 msnm                |                                            | Mascabrers          | Modifica les dades a Wikidata |
|        | Maset del Ravascall | l'Aleixar | masia                   |                             | 41° 13′ 34″ N, 1° 01′ 33″ E / 41.2259730546347°N,1.02570758514479°E          |                                            |                     | Modifica les dades a Wikidata |
|        | Torre Regina        | l'Aleixar | masia                   | Estil: arquitectura popular | 41° 12′ 52″ N, 1° 01′ 00″ E / 41.214444444444°N,1.0166666666667°E            | bé cultural d'interès local                | Torre Regina        | Modifica les dades a Wikidata |

## molí d'aigua
| imatge | Nom                       | Ubicat a  | instància de | Detalls                     | coordenades                                                         | Protecció                                  | Commons (més fotos)       | Dades a WD                    |
| ------ | ------------------------- | --------- | ------------ | --------------------------- | ------------------------------------------------------------------- | ------------------------------------------ | ------------------------- | ----------------------------- |
|        | Molí Esmolador            | l'Aleixar | molí d'aigua |                             | 41° 10′ 59″ N, 1° 03′ 05″ E / 41.1830863599921°N,1.05141395884052°E |                                            |                           | Modifica les dades a Wikidata |
|        | Molí d'en Carletes        | l'Aleixar | molí d'aigua | Estil: arquitectura popular | 41° 13′ 14″ N, 1° 02′ 07″ E / 41.220578°N,1.035396°E                | bé integrant del patrimoni cultural català | Molí d'en Carletes        | Modifica les dades a Wikidata |
|        | Molí de la Roca           | l'Aleixar | molí d'aigua | Estil: arquitectura popular | 41° 11′ 21″ N, 1° 02′ 59″ E / 41.189166666667°N,1.0497222222222°E   | bé integrant del patrimoni cultural català | Molí de la Roca           | Modifica les dades a Wikidata |
|        | Molí del Fernando         | l'Aleixar | molí d'aigua |                             | 41° 12′ 03″ N, 1° 02′ 52″ E / 41.2007131615625°N,1.04767108663899°E |                                            |                           | Modifica les dades a Wikidata |
|        | Molí del Fernando de Baix | l'Aleixar | molí d'aigua | Estil: arquitectura popular |                                                                     | bé integrant del patrimoni cultural català |                           | Modifica les dades a Wikidata |
|        | Molí del Fernando de Dalt | l'Aleixar | molí d'aigua | Estil: arquitectura popular | 41° 12′ 03″ N, 1° 02′ 51″ E / 41.200722°N,1.047466°E                | bé integrant del patrimoni cultural català | Molí del Fernando de Dalt | Modifica les dades a Wikidata |
|        | Molí del Grau             | l'Aleixar | molí d'aigua |                             | 41° 12′ 00″ N, 1° 02′ 52″ E / 41.2001011811483°N,1.04770120551335°E |                                            |                           | Modifica les dades a Wikidata |
|        | Molí del Palla            | l'Aleixar | molí d'aigua | Estil: arquitectura popular | 41° 11′ 04″ N, 1° 03′ 03″ E / 41.184341°N,1.050758°E                | bé integrant del patrimoni cultural català |                           | Modifica les dades a Wikidata |
|        | Molí del Patinyo          | l'Aleixar | molí d'aigua |                             | 41° 11′ 08″ N, 1° 02′ 58″ E / 41.1854230012015°N,1.04950853257595°E |                                            |                           | Modifica les dades a Wikidata |
|        | Molí del Pigat            | l'Aleixar | molí d'aigua | Estil: arquitectura popular | 41° 13′ 11″ N, 1° 02′ 14″ E / 41.219816°N,1.037127°E                | bé integrant del patrimoni cultural català |                           | Modifica les dades a Wikidata |
|        | Molí del Pigat de Baix    | l'Aleixar | molí d'aigua | Estil: arquitectura popular |                                                                     | bé integrant del patrimoni cultural català |                           | Modifica les dades a Wikidata |
|        | Molí del Pigat de Dalt    | l'Aleixar | molí d'aigua | Estil: arquitectura popular |                                                                     | bé integrant del patrimoni cultural català |                           | Modifica les dades a Wikidata |
|        | Molí del Pàmies           | l'Aleixar | molí d'aigua |                             | 41° 11′ 04″ N, 1° 03′ 03″ E / 41.1843924881548°N,1.05088639346799°E |                                            |                           | Modifica les dades a Wikidata |
|        | Molí del Ralet            | l'Aleixar | molí d'aigua |                             | 41° 10′ 52″ N, 1° 02′ 55″ E / 41.1810763373062°N,1.0486718547812°E  |                                            |                           | Modifica les dades a Wikidata |
|        | Molí nou del Grau         | l'Aleixar | molí d'aigua | Estil: arquitectura popular | 41° 11′ 59″ N, 1° 02′ 50″ E / 41.199642°N,1.047277°E                | bé integrant del patrimoni cultural català |                           | Modifica les dades a Wikidata |
|        | Molí vell del Grau        | l'Aleixar | molí d'aigua | Estil: arquitectura popular |                                                                     | bé integrant del patrimoni cultural català |                           | Modifica les dades a Wikidata |

## muntanya
| imatge | Nom                | Ubicat a                             | instància de | Detalls | coordenades                                                         | Protecció | Commons (més fotos) | Dades a WD                    |
| ------ | ------------------ | ------------------------------------ | ------------ | ------- | ------------------------------------------------------------------- | --------- | ------------------- | ----------------------------- |
|        | Campana            | Maspujols l'Aleixar                  | muntanya     |         | 41° 11′ 37″ N, 1° 02′ 09″ E / 41.19352222°N,1.0357825°E 384.1 msnm  |           |                     | Modifica les dades a Wikidata |
|        | Puig d'en Gulló    | l'Aleixar                            | muntanya     |         | 41° 12′ 57″ N, 1° 03′ 55″ E / 41.2158°N,1.06539°E 578 msnm          |           | Puig d'en Gulló     | Modifica les dades a Wikidata |
|        | Roca del Moro      | l'Aleixar l'Albiol la Selva del Camp | muntanya     |         | 41° 13′ 45″ N, 1° 04′ 19″ E / 41.22922222°N,1.07190278°E 585.5 msnm |           |                     | Modifica les dades a Wikidata |
|        | Rocanys            | l'Aleixar                            | muntanya     |         | 41° 12′ 21″ N, 1° 03′ 46″ E / 41.20593889°N,1.06287778°E 578.6 msnm |           |                     | Modifica les dades a Wikidata |
|        | Serret de Martinet | l'Aleixar                            | muntanya     |         | 41° 13′ 23″ N, 1° 02′ 49″ E / 41.22306667°N,1.04696944°E 447.6 msnm |           |                     | Modifica les dades a Wikidata |
|        | Serret del Cisa    | Alforja Maspujols l'Aleixar          | muntanya     |         | 41° 11′ 59″ N, 1° 01′ 03″ E / 41.199653°N,1.017457°E 542 msnm       |           | Serret del Cisa     | Modifica les dades a Wikidata |
|        | el Puig            | Castellvell del Camp l'Aleixar       | muntanya     |         | 41° 11′ 15″ N, 1° 04′ 42″ E / 41.1876°N,1.07837°E 431.6 msnm        |           |                     | Modifica les dades a Wikidata |

## nucli de població
| imatge | Nom                | Ubicat a  | instància de      | Detalls | coordenades                                                         | Protecció | Commons (més fotos) | Dades a WD                    |
| ------ | ------------------ | --------- | ----------------- | ------- | ------------------------------------------------------------------- | --------- | ------------------- | ----------------------------- |
|        | Campdevaques       | l'Aleixar | nucli de població |         | 41° 12′ 48″ N, 1° 02′ 18″ E / 41.2132825265387°N,1.03838708062016°E |           |                     | Modifica les dades a Wikidata |
|        | el Mas de la Tiana | l'Aleixar | nucli de població |         | 41° 11′ 22″ N, 1° 03′ 36″ E / 41.189374357859°N,1.06000328353226°E  |           |                     | Modifica les dades a Wikidata |

## Misc
| imatge | Nom                            | Ubicat a  | instància de                                   | Detalls | coordenades                                                                  | Protecció | Commons (més fotos)    | Dades a WD                    |
| ------ | ------------------------------ | --------- | ---------------------------------------------- | ------- | ---------------------------------------------------------------------------- | --------- | ---------------------- | ----------------------------- |
|        | El Salt                        | l'Aleixar | salt d'aigua                                   |         | 41° 12′ 12″ N, 1° 04′ 20″ E / 41.203347°N,1.072138°E 355 msnm                |           | El Salt (l'Aleixar)    | Modifica les dades a Wikidata |
|        | Granja del Xalan               | l'Aleixar | granja                                         |         | 41° 12′ 28″ N, 1° 01′ 14″ E / 41.2078599002587°N,1.02047970635477°E          |           |                        | Modifica les dades a Wikidata |
|        | Mas del Genyo                  | l'Aleixar | cabana                                         |         | 41° 12′ 28″ N, 1° 02′ 18″ E / 41.2076411991915°N,1.03822168542993°E 285 msnm |           |                        | Modifica les dades a Wikidata |
|        | Pedrera PYPSA                  | l'Aleixar | pedrera                                        |         | 41° 11′ 10″ N, 1° 04′ 09″ E / 41.1861493695178°N,1.06908851298197°E          |           |                        | Modifica les dades a Wikidata |
|        | casa consistorial de L'Aleixar | l'Aleixar | casa consistorial                              |         | 41° 12′ 06″ N, 1° 02′ 46″ E / 41.2017333°N,1.0461084°E                       |           |                        | Modifica les dades a Wikidata |
|        | cementiri de l'Aleixar         | l'Aleixar | cementiri                                      |         | 41° 11′ 49″ N, 1° 02′ 39″ E / 41.1969514°N,1.0441077997222223°E              |           | Cementiri de l'Aleixar | Modifica les dades a Wikidata |
|        | forn de calç del Mas de Cercós | l'Aleixar | forn de calç                                   |         | 41° 11′ 50″ N, 1° 04′ 28″ E / 41.19718789853899°N,1.0743534564971926°E       |           |                        | Modifica les dades a Wikidata |
|        | l'Aleixar                      | l'Aleixar | entitat singular de població capital municipal | 980 hab | 41° 12′ 04″ N, 1° 02′ 45″ E / 41.20116611°N,1.04589676°E 260 msnm            |           |                        | Modifica les dades a Wikidata |
|        | la Muralla                     | l'Aleixar | muralla urbana                                 |         | 41° 12′ 06″ N, 1° 02′ 51″ E / 41.2017978364305°N,1.0473645435049°E           |           |                        | Modifica les dades a Wikidata |